# أسد أباد (بهمن)
أسد أباد (بالفارسية: اسدآباد) هي قرية تقع في إيران في الناحية المركزية، قسم بهمن الريفي. سُجلت في تعداد عام 2006 ولم تُسجل أي معلومات عن عدد سكانها.